# 尼克·杰戈
尼古拉斯·杰戈（Nicholas Jago，1977年7月19日—）是一名英国音乐人。他出生于伊朗的阿巴丹。父亲是英国人，母亲是秘鲁秘鲁人，在英格兰的德文郡长大。在搬到美国旧金山湾区之前，他在温彻斯特艺术学院学习了几年。 他现在住在美国洛杉矶。杰戈是黑色反叛摩托车俱乐部乐队（Black Rebel Motorcycle Club）自1998年组建以来的鼓手。
BRMC的歌曲“Whatever Happened to My Rock 'n' Roll （Punk Song）”获得了新音乐快递的“最佳MV奖”，杰戈在整个颁奖礼上始终安静得可怕，不久就退出了乐队。在离开乐队的一段时间之后，杰戈和乐队在2007年5月又发行了专辑Baby 81。
2008年6月，杰戈在MySpace上发布了一个公告说，他为了专心于独立发展，退出了乐队。 